# کاناپه (فیلم ۱۹۶۲)
کاناپه (انگلیسی: The Couch) فیلمی در ژانر ترسناک است که در سال ۱۹۶۲ منتشر شد.